# Campionato nordico di calcio 1981-1983
Il Campionato nordico di calcio 1981-1983 (Nordisk Mesterskap 1981-1983) fu la tredicesima edizione del Campionato nordico di calcio, competizione calcistica per nazione riservata ai paesi scandinavi. La competizione si svolse in forma itinerante dal 14 maggio 1981 al 7 settembre 1983 e vide la partecipazione di quattro squadre: Danimarca, Finlandia, Norvegia e Svezia.

## Formula
- Qualificazioni

Nessuna fase di qualificazione. Le squadre sono qualificate direttamente alla fase finale.
- Fase finale

Girone unico - 4 squadre, giocano partite di andata e ritorno. La vincente si laurea campione dei Paesi Nordici.

## Squadre partecipanti
| Pr. | Squadra   | Data di qualificazione certa | Partecipante in quanto | Partecipazioni precedenti al torneo | Ultima presenza |
| --- | --------- | ---------------------------- | ---------------------- | --- | --------------- |
| 1   | Danimarca | -                            | Qualificata di diritto | 12 (1924-1928, 1929-1932, 1933-1936, 1937-1947, 1948-1951, 1952-1955, 1956-1959, 1960-1963, 1964-1967, 1968-1971, 1972-1977, 1978-1980) | 1978-1980       |
| 2   | Finlandia | -                            | Qualificata di diritto | 11 (1929-1932, 1933-1936, 1937-1947, 1948-1951, 1952-1955, 1956-1959, 1960-1963, 1964-1967, 1968-1971, 1972-1977, 1978-1980)            | 1978-1980       |
| 3   | Norvegia  | -                            | Qualificata di diritto | 12 (1924-1928, 1929-1932, 1933-1936, 1937-1947, 1948-1951, 1952-1955, 1956-1959, 1960-1963, 1964-1967, 1968-1971, 1972-1977, 1978-1980) | 1978-1980       |
| 4   | Svezia    | -                            | Qualificata di diritto | 12 (1924-1928, 1929-1932, 1933-1936, 1937-1947, 1948-1951, 1952-1955, 1956-1959, 1960-1963, 1964-1967, 1968-1971, 1972-1977, 1978-1980) | 1978-1980       |

Nella sezione "partecipazioni precedenti al torneo", le date in grassetto indicano che la nazione ha vinto quella edizione del torneo, mentre le date in corsivo indicano la nazione ospitante.

## Fase finale

### Girone unico

#### Classifica
| Pos | Squadra   | P.ti | G | V | N | P | GF | GS | DR |
| --- | --------- | ---- | - | - | - | - | -- | -- | -- |
| 1   | Danimarca | 9    | 6 | 4 | 1 | 1 | 11 | 8  | +3 |
| 2   | Svezia    | 5    | 5 | 2 | 1 | 2 | 6  | 4  | +2 |
| 3   | Norvegia  | 5    | 5 | 2 | 1 | 2 | 6  | 7  | -1 |
| 4   | Finlandia | 3    | 6 | 1 | 1 | 4 | 7  | 11 | -4 |